# Costa della Spada
La Costa della Spada (Sword Coast nella versione originale in inglese) è una regione immaginaria di Faerûn, subcontinente creato per il gioco di ruolo Dungeons & Dragons. Si trova sulla costa nord-ovest; si estende dalle città-stato di Waterdeep (a nord) a Baldur's Gate (nel sud). La parte settentrionale della Costa della Spada comprende le città di Neverwinter e Luskan; ancora più a nord è situata la Valle del Vento Gelido, la zona ghiacciata più remota di questa regione.
La Costa della Spada è la regione usata come ambientazione di alcuni videogiochi, tra cui la serie Baldur's Gate, Icewind Dale, Neverwinter Nights e Neverwinter Nights 2.